# Vaudrivillers
Vaudrivillers là một xã của tỉnh Doubs, thuộc vùng Bourgogne-Franche-Comté, miền đông nước Pháp.

## Geography
Vaudrivillers lies 15 km from Baume-les-Dames.

## Dân số
| 1962                                 | 1968 | 1975 | 1982 | 1990 | 1999 | 2004 |
| ------------------------------------ | ---- | ---- | ---- | ---- | ---- | ---- |
| 45                                   | 49   | 48   | 71   | 73   | 75   | 77   |
| Từ năm 1962: Dân số không tính trùng |      |      |      |      |      |      |